# Línea 23 (EMT Málaga)

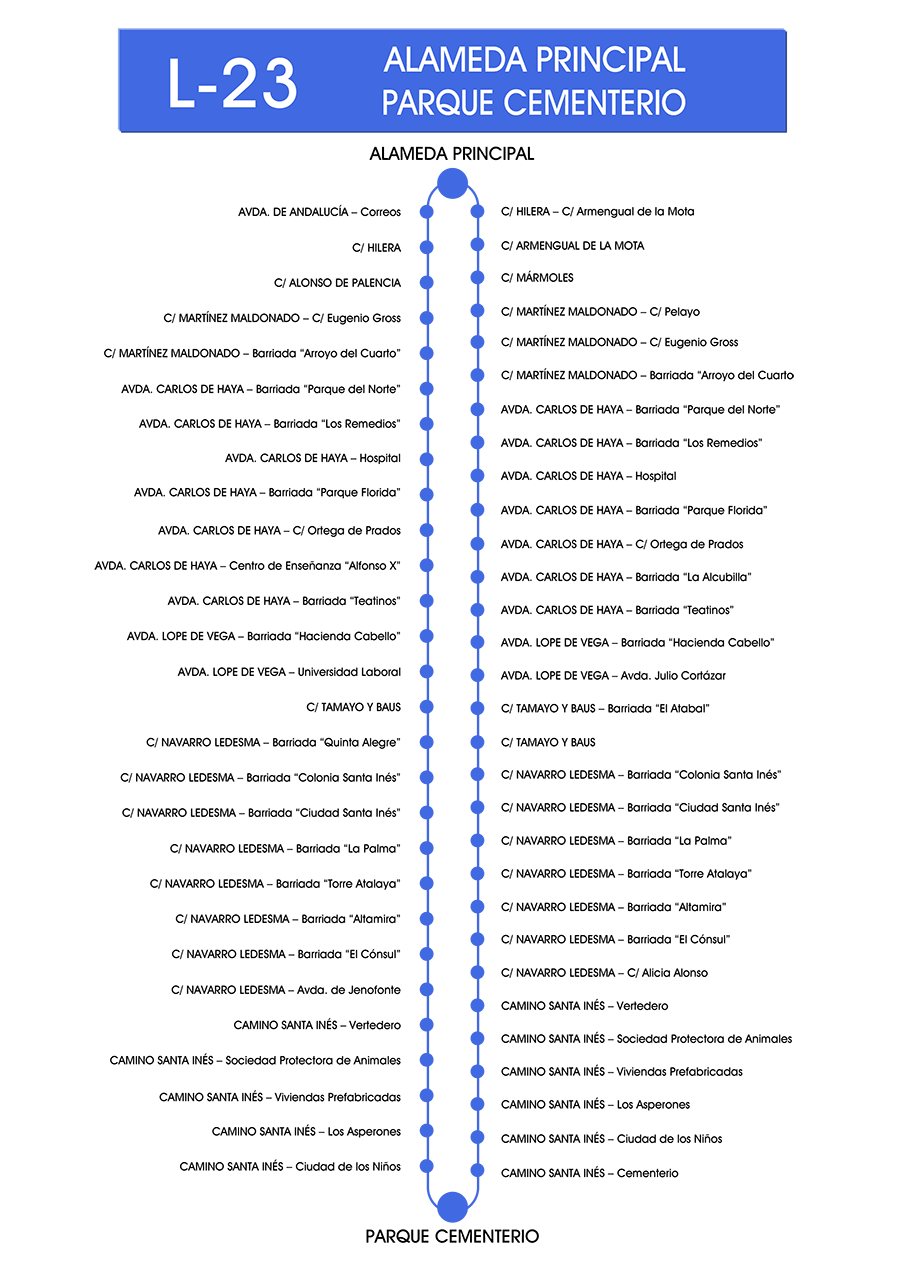
Itinerario de la Línea 23

La línea 23 de la EMT de Málaga comunica el centro de Málaga con la zona del Camino de Antequera, Colonia Santa Inés, El Cónsul y el Parque Cementerio.
Su recorrido comienza en la zona sur de la Paseo del Parque, a la altura del Ayuntamiento, y termina en la rotonda principal del Parque Cementerio.

## Características
La línea conecta el centro de Málaga con el cementerio a través de una de sus principales vías de comunicación, como lo es el camino de Antequera. Se desvía hacia Colonia Santa Inés, desde donde parte hacia El Cónsul hasta su cabecera. A finales de octubre y los primeros días de noviembre se dispone un servicio especial para el día de los difuntos, directo al cementerio; igualmente aumenta la frecuencia de paso de la línea.

### Material Móvil
Los autobuses asignados a la línea son Ivecocarrozados por Castrosua en su modelo Irisbus Citelis Castrosua Magnus, de estándar de 12 metros

## Horarios

### Laborables
| 7        | 8        | 9     | 10       | 11    | 12       | 13    | 14    | 15       | 16       | 17    | 18    | 19    | 20    | 21 | 22    |
| 00 25 50 | 10 32 55 | 20 43 | 05 30 55 | 20 40 | 02 25 50 | 10 32 | 00 30 | 00 30 58 | 15 38 58 | 26 55 | 25 55 | 25 55 | 25 50 | 23 | 05 30 |

| 7     | 8        | 9     | 10       | 11    | 12       | 13       | 14    | 15    | 16    | 17       | 18    | 19    | 20    | 21    | 22 |
| 15 42 | 10 35 55 | 17 40 | 05 30 52 | 15 40 | 05 26 48 | 13 38 58 | 18 47 | 17 44 | 13 41 | 03 23 43 | 10 40 | 10 40 | 10 40 | 10 30 | 00 |

### Sábados
| 7     | 8     | 9     | 10    | 11    | 12 | 13    | 14    | 15    | 16 | 17    | 18    | 19    | 20 | 21    | 22    |
| 00 30 | 00 30 | 00 30 | 00 35 | 10 45 | 20 | 00 35 | 20 50 | 25 55 | 30 | 00 35 | 10 40 | 15 50 | 25 | 00 30 | 00 30 |

| 7  | 8     | 9     | 10    | 11    | 12 | 13    | 14    | 15    | 16 | 17    | 18    | 19    | 20 | 21    | 22 |
| 30 | 00 30 | 00 30 | 00 30 | 10 45 | 25 | 00 35 | 10 55 | 20 55 | 25 | 00 35 | 10 40 | 15 50 | 25 | 00 30 | 00 |

### Festivos
| 7     | 8     | 9     | 10    | 11    | 12 | 13    | 14    | 15    | 16 | 17    | 18    | 19    | 20 | 21    | 22    |
| 00 30 | 00 30 | 00 30 | 00 35 | 05 40 | 20 | 00 35 | 15 45 | 25 55 | 30 | 00 35 | 10 45 | 15 50 | 25 | 00 30 | 00 30 |

| 7  | 8     | 9     | 10    | 11    | 12    | 13 | 14    | 15    | 16 | 17    | 18    | 19    | 20 | 21    | 22 |
| 30 | 00 30 | 00 30 | 00 30 | 10 45 | 20 55 | 35 | 10 50 | 20 55 | 30 | 00 35 | 10 40 | 15 50 | 25 | 00 30 | 00 |

## Recorrido

### Ida
Da comienzo en la acera norte del Paseo del Parque, a la altura del Ayuntamiento, sigue por la Alameda Principal, la rodea y continúa hasta el edificio de Hacienda, incorporándose hacia calle Hilera. Sigue recto y tuerce a la derecha por calle Armengual de la Mota. Al final de la calle, gira hacia la izquierda, desembocando en calle Mármoles. Esta calle la continúa por Martínez Maldonado, Carlos Haya, hasta la rotonda de avenida Lope de Vega en su cruce con la avenida de Julio Cortázar. Da la vuelta y vuelve hacia atrás hasta la calle Tamayo y Baus. Desciende hasta Navarro Ledesma, calle que continúa, atravesando Colonia Santa Inés, Ciudad Santa Inés, Torre Atalaya y El Cónsul hasta el cruce con la avenida de Jenofonte. Atraviesa el camino Colonia Santa Inés, el vertedero, Los Asperones y la Ciudad de los Niños, hasta llegar a la rotonda del cementerio. Gira a la derecha y sube la avenida hasta la finalización de esta, donde tiene su cabecera.
| Parada                                           | Código de Parada | Conexión EMT      | Lugares de interés                           |
| ------------------------------------------------ | ---------------- | ----------------- | -------------------------------------------- |
| Alameda Principal                                | 1101             | 8                 |                                              |
| Hilera - Armengual de la Mota                    | 823              | 8, 21, 38         | El Corte Inglés Málaga Plaza - Fnac Hacienda |
| Armengual de la Mota                             | 621              | 6, 7, 8, 21, 38   |                                              |
| Mármoles                                         | 602              | 6, 7, 8, 21, 38   |                                              |
| Martínez Maldonado - Pelayo                      | 821              | 8, 21, 38         |                                              |
| Martínez Maldonado - Eugenio Gross               | 802              | 8, 15, 21, 38, N2 |                                              |
| Martínez Maldonado - Arroyo del Cuarto           | 804              | 8, 15, 21, 38, N2 |                                              |
| Avda. Carlos Haya - Parque del Norte             | 805              | 8, 15, 21, 38, N2 |                                              |
| Avda. Carlos Haya - Los Remedios                 | 806              | 8, 15, 21, 38, N2 |                                              |
| Avda. Carlos Haya - Hospital                     | 807              | 8, 21             | Hospital Regional de Málaga                  |
| Avda. Carlos Haya - Parque Florida               | 808              | 8, 21             |                                              |
| Avda. Carlos Haya - Ortega Prados                | 809              | 8, 21             |                                              |
| Avda. Carlos Haya - Alcubilla                    | 810              | 8, 21             |                                              |
| Avda. Carlos Haya - Teatinos                     | 811              | 8, 21             |                                              |
| Avda. Lope de Vega - Hacienda Cabello            | 2116             | 21                |                                              |
| Avda. Lope de Vega - Julio Cortázar              | 2315             |                   | Universidad Laboral                          |
| Tamayo y Baus - El Atabal                        | 2302             | N4                |                                              |
| Tamayo y Baus                                    | 2303             | N4                |                                              |
| Navarro Ledesma - Colonia Santa Inés             | 813              | 8                 |                                              |
| Navarro Ledesma - Ciudad Santa Inés              | 814              | 8                 |                                              |
| Navarro Ledesma - La Palma                       | 2304             |                   |                                              |
| Navarro Ledesma - Torre Atalaya                  | 2313             |                   |                                              |
| Navarro Ledesma - Altamira                       | 2305             |                   |                                              |
| Navarro Ledesma - El Cónsul                      | 2306             |                   |                                              |
| Navarro Ledesma - Alicia Alonso                  | 2307             |                   |                                              |
| Camino Santa Inés - Vertedero                    | 2308             |                   |                                              |
| Camino Santa Inés - Sdad. Protectora de Animales | 2309             |                   |                                              |
| Camino Santa Inés - Viviendas Prefabricadas      | 2310             |                   |                                              |
| Camino Santa Inés - Los Asperones                | 2311             |                   |                                              |
| Camino Santa Inés - Ciudad de los Niños          | 2312             | PARADA ANULADA    |                                              |
| Camino Santa Inés - Cementerio                   | 2314             | PARADA ANULADA    |                                              |
| Parque Cementerio                                | 2351             |                   | Parque Cementerio                            |

### Vuelta
Vuelve sus pasos por el Camino Colonia Santa Inés y Navarro Ledesma, con la única diferencia que continúa hasta la calle Montesquieu, girando a la izquierda y volviendo a girar a la izquierda en la calle Juan Francés Bosca, para después incorporarse a la calle Tamayo y Baus torciendo a la derecha. Continúa hasta el final y da media vuelta hacia la derecha para incorporarse a Lope de Vega, avenida que sigue por Carlos Haya, hasta Martínez Maldonado a la altura de calle Pelayo donde gira hacia la derecha por calle Alonso de Palencia. A la terminación de esta, gira a la izquierda para tomar calle Hilera sentido centro. A la altura de Armengual de la Mota, tuerce a la derecha para incorporarse a la avenida de Andalucía, pasando por la Alameda, y terminando su recorrido en el Paseo del Parque.
| Parada                                           | Código de Parada | Conexión EMT                       | Lugares de interés                    |
| ------------------------------------------------ | ---------------- | ---------------------------------- | ------------------------------------- |
| Parque Cementerio                                | 2351             |                                    | Parque Cementerio                     |
| Camino Santa Inés - Ciudad de los Niños          | 2352             |                                    |                                       |
| Camino Santa Inés - Los Asperones                | 2353             |                                    |                                       |
| Camino Santa Inés - Viviendas Prefabricadas      | 2354             |                                    |                                       |
| Camino Santa Inés - Sdad. Protectora de Animales | 2355             |                                    |                                       |
| Camino Santa Inés - Vertedero                    | 2356             |                                    |                                       |
| Navarro Ledesma - Alicia Alonso                  | 2357             |                                    |                                       |
| Navarro Ledesma - El Cónsul                      | 2358             |                                    |                                       |
| Navarro Ledesma - Altamira                       | 2359             | 8                                  |                                       |
| Navarro Ledesma - Torre Atalaya                  | 2362             | 8                                  |                                       |
| Navarro Ledesma - La Palma                       | 2360             | 8                                  |                                       |
| Navarro Ledesma - Ciudad Santa Inés              | 836              | 8                                  | DESVÍO Parada anulada                 |
| Navarro Ledesma - Colonia Santa Inés             | 837              | 8                                  | DESVÍO Parada anulada                 |
| Navarro Ledesma - Quinta Alegre                  | 838              | 8, N4                              | DESVÍO Parada anulada                 |
| Juan Francés Bosca                               | 2363             |                                    | Parada Provisional                    |
| Tamayo y Baus                                    | 2361             | N4                                 |                                       |
| Avda. Lope de Vega - Universidad Laboral         | 2165             | 21                                 | Universidad Laboral                   |
| Avda. Lope de Vega - Hacienda Cabello            | 2166             | 21                                 |                                       |
| Avda. Carlos Haya - Teatinos                     | 839              | 8, 21                              |                                       |
| Avda. Carlos Haya - Alfonso X                    | 840              | 8, 21                              |                                       |
| Avda. Carlos Haya - Ortega Prados                | 841              | 8, 21                              |                                       |
| Avda. Carlos Haya - Parque Florida               | 842              | 8, 21                              |                                       |
| Avda. Carlos Haya - Hospital                     | 843              | 8, 21, 38                          |                                       |
| Avda. Carlos Haya - Los Remedios                 | 844              | 8, 15, 21, 38                      |                                       |
| Avda. Carlos Haya - Parque del Norte             | 845              | 8, 15, 21, 38                      |                                       |
| Martínez Maldonado - Arroyo del Cuarto           | 846              | 8, 15, 21, 38                      |                                       |
| Martínez Maldonado - Eugenio Gross               | 848              | 8, 21, 38                          |                                       |
| Alonso de Palencia                               | 559              | 6, 7, 8, 21, 38                    |                                       |
| Hilera                                           | 560              | 6, 7, 8, 21, 38                    |                                       |
| Avda. Andalucía - Correos                        | 662              | 4, 6, 7, 8, 14, 17, 19, 21, 38, N2 | Correos Estación de tren de cercanías |
| Alameda Principal                                | 1101             | 8                                  |                                       |

1. 1 2 3  Sólo línea 23